# Götzis
Götzis is een gemeente in de Oostenrijkse deelstaat Vorarlberg, gelegen in het district Feldkirch. De gemeente heeft ongeveer 10.200 inwoners.

## Geografie
Götzis heeft een oppervlakte van 14,64 km² en ligt in het westen van het land.

## Sport
Jaarlijks vindt in Götzis Das Mösle Mehrkampf-Meeting, een van 's werelds grootste meerkampen, plaats. In 2001 werd hier het wereldrecord van Roman Šebrle op de tienkamp (9026 punten) gevestigd.
In 2009 vestigde Peterson da Cruz Hora, een choreograaf uit São Paulo, de acrobatische showgroep Zurcaroh in Götzis. De groep werd internationaal bekend nadat ze tweede werden in seizoen 13 van America's Got Talent.

## Geboren
- Harald Morscher (1972), wielrenner

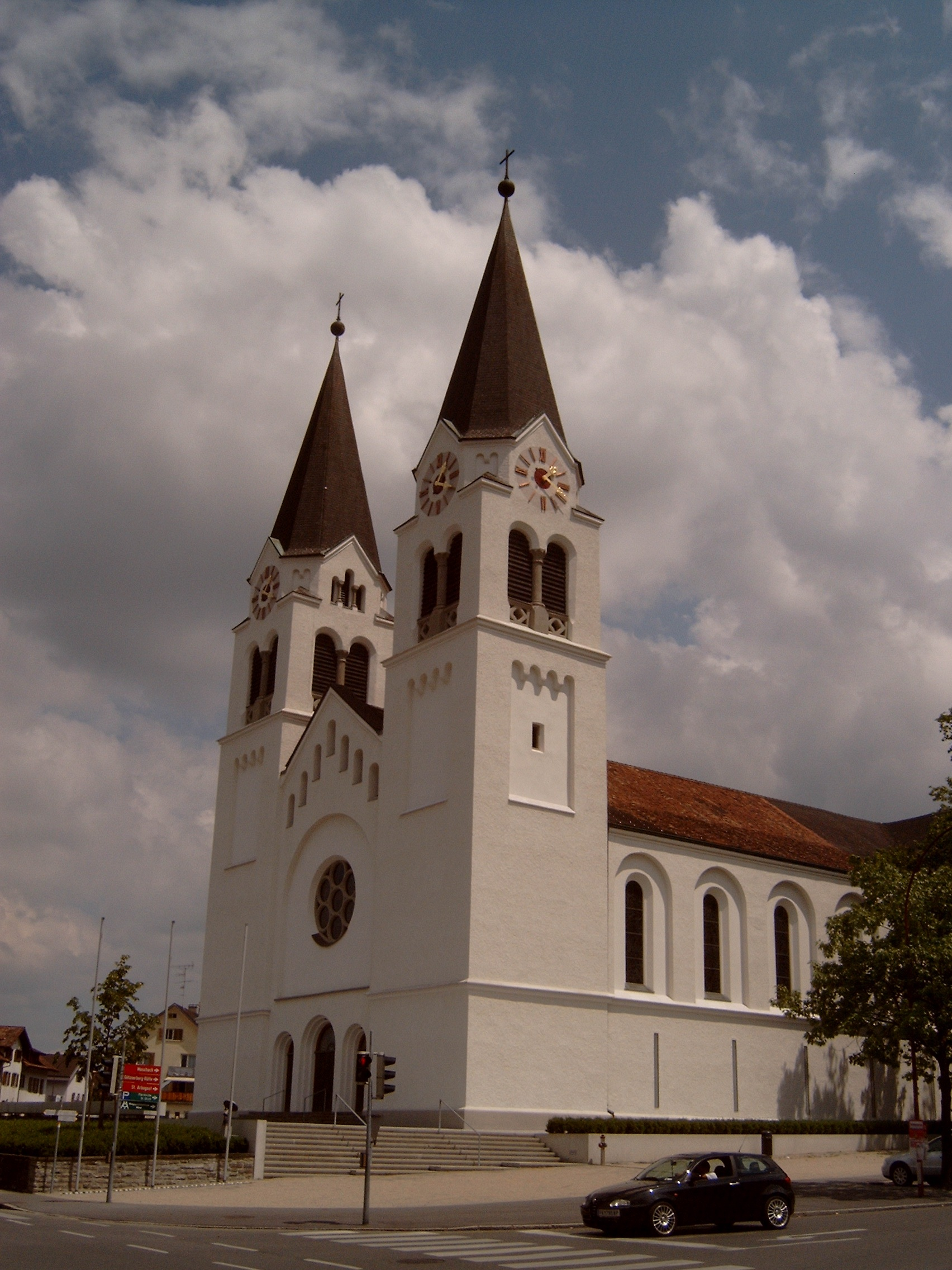
Götzis, kerk: Pfarrkirche hl. Ulrich